# Lutańska Holica
Lutańska Holica (ukr. Лютанська Холіца), niekiedy także Ljutjanska Holica lub Ljutanska Holica – szczyt znajdujący się w paśmie Połoniny Równej, o wysokości 1374 m n.p.m., znajduje się na terenie Ukrainy.

## Geografia
Na grzebiecie Lutańskiej Holicy ciągnie się około pięciokilometrowa połonina, od północy do południa przecięta wyraźną drogą przechodzącą przez najwyższy punkt wzniesienia. Jest jednym z najwyższych szczytów pasma, poza Równą (1482 m n.p.m.) i Wysokim (1413 m n.p.m.), a także czasem zaliczaną do tego pasma Ostrą Horą (1405 m n.p.m.). Ze szczytu widać zarówno polskie, jak i ukraińskie Bieszczady. Na stokach tego szczytu znajduje się wiele ścieżek, które w lesie mogą zwieść niewprawnego turystę, przez co dojście na szczyt może być utrudnione

## Historia
Po 1918 w granicach niepodległej Czechosłowacji. Następnie w latach 1938–1944 na Węgrzech, by ostatecznie przejść do granic Ukraińskiej Socjalistycznej Republiki Radzieckiej. Od 1991 znajduje się w niepodległej Ukrainie. We wrześniu 2013 na samym szczycie wybuchł pożar wywołany nieuwagą turystów